# 大手印

蒙古語八思巴字母「大手印」之印章設計

大手印（梵文：Mahāmudrā；藏語：ཕྱག་རྒྱ་ཆེན་པོ།，威利转写：phyag rgya chen po，THL：chak-gya chhen-po），藏傳佛教新譯派最重要的傳承。與舊譯派的大圓滿傳承，形成藏傳佛教中講究心性的解脫道之兩大主流。

## 分類
- 經教大手印（Sūtra Mahāmudrā）或稱顯教大手印：以中觀與他空如來藏思想為基礎做修持，主要參考經論包括《三摩地王經》、《寶性論》。
- 密教大手印（Tantra Mahāmudrā/Tantric Mahāmudrā）：由生起次第、圓滿次第引入，需要密教灌頂。
- 心髓大手印（Essence Mahāmudrā）：上師親自對弟子做口訣等身、語、意指導，引介心性，心心相印。帝洛巴對那洛巴的教導可為代表。

### 帝洛巴六句建言
帝洛巴將「六句建言」傳給那洛巴：
1. 放下過去所發生的。
2. 放下未來可能會出現的。
3. 放下現在正在發生的。
4. 不要企圖揣摩著什麼。
5. 不要企圖令任何事情發生。
6. 放鬆，就在當下，然後休息。

## 相關著作
- 《三摩地王經》
- 《究竟一乘寶性論》

## 流行文化
在金庸小說中，大手印被當成是一種武功的名稱，《射鵰英雄傳》中反派人物靈智上人就是以修習此種武功而聞名。